# Homoglaea dives
Homoglaea dives är en fjärilsart som beskrevs av Smith 1907. Homoglaea dives ingår i släktet Homoglaea och familjen nattflyn. Inga underarter finns listade i Catalogue of Life.